# Калингаста (департамент)
Департамент Калингаста  (исп. Departamento de Calingasta) — департамент в Аргентине в составе провинции Сан-Хуан.
Территория — 22589 км². Население — 8588 человек. Плотность населения — 0,40 чел./км².
Административный центр — Тамбериас.

## География
Департамент расположен на юго-западе провинции Сан-Хуан.
Департамент граничит:
- на севере — с департаментом Иглесия
- на востоке — с департаментами Ульум, Сонда
- на юго-востоке — с департаментом Сармьенто
- на юге — с провинцией Мендоса
- на западе — с Чили

## Важнейшие населенные пункты[2]
| № | Населённый пункт              | Населённый пункт (исп.)     | Категория | Население чел. (2010) | На карте                        |
| - | ----------------------------- | --------------------------- | --------- | --------------------- | ------------------------------- |
| 1 | Калингаста                    | Calingasta                  | город     | 2198                  | 31°20′05″ ю. ш. 69°25′14″ з. д. |
| 2 | Барреаль (вкл. Вилья-Питуиль) | Barreal (inc. Villa Pituil) | город     | 3463                  | 31°38′47″ ю. ш. 69°28′23″ з. д. |
| 3 | Тамбериас                     | Tamberías                   | поселок   | 988                   | 31°27′33″ ю. ш. 69°25′14″ з. д. |